# 條幅

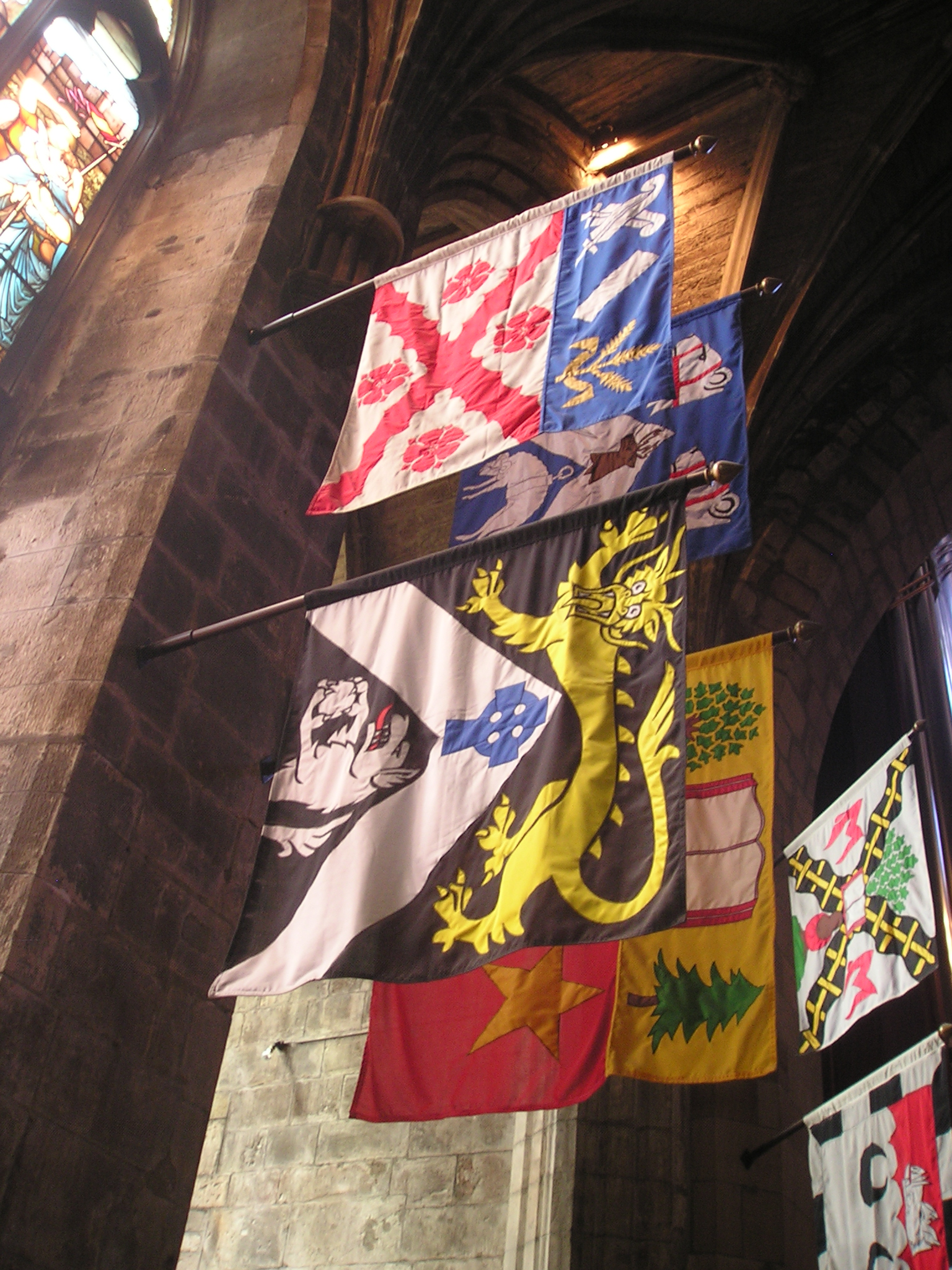
聖吉爾斯大教堂懸掛的條幅

條幅（Banner）是一種帶有符號、標誌、標語的旗幟或織物，橫向的稱為橫額或橫幅，垂直的稱為直幅或直幡。紋樣設計與盾徽相似的條幅稱為紋章旗，印有商業標語和營業訊息的條幅稱為廣告條幅，基督教條幅是古老的宗教製作工藝，通常刻畫奉獻宗教的聖人。

## 羅馬軍旗

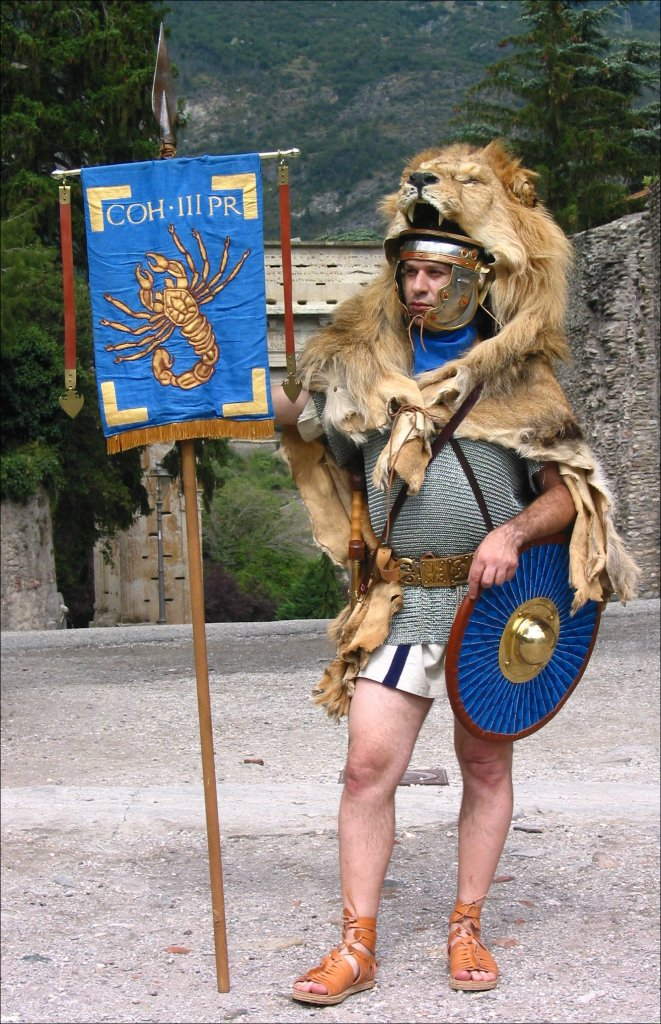
仿製的羅馬軍隊條幅

條幅（vexillum）是古羅馬軍隊使用的軍旗，這個詞語的原意是「小帆布」。從一些硬幣、雕塑等文物的考證，它是一面懸垂在橫桿的旗幟。

## 紋章旗

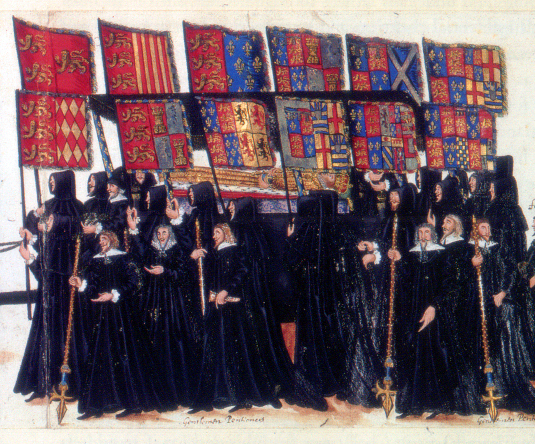
纹章条幅

紋章旗（Banner of arms）是展現紋章盾徽的旗幟，它通常繪製紋章盾牌的紋樣，並且省略掉盔飾、護盾獸、座右銘等其他元素，通常是正方形或矩形的旗幟。
紋章旗和皇家旗存在些許區別，但是這種區別通常可以忽略，例如：英國皇家旗實際上就是皇家徽章的紋章旗幟。

## 基督宗教的幡幟

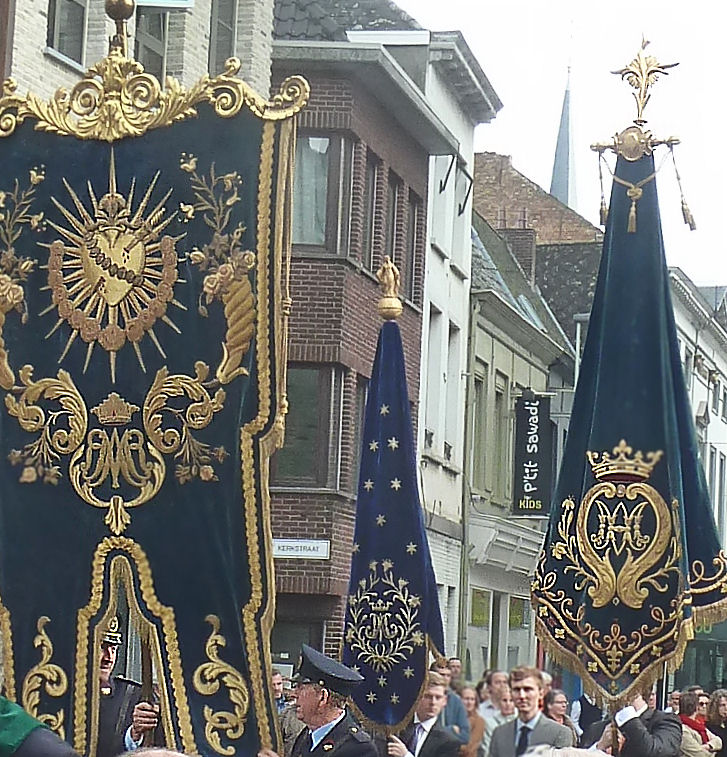
比利時兄弟教會遊行隊伍舉起幡幟

幡幟通常使用在教堂內部和外部的遊行活動，繪製宗教的符號或聖人肖像。《舊約聖經》記載先知以賽亞在山上豎起旗幟（以賽亞書13:2），以及先知哈巴谷將異象的默示寫在版上。（哈巴谷書2:2）。

## 工會條幅

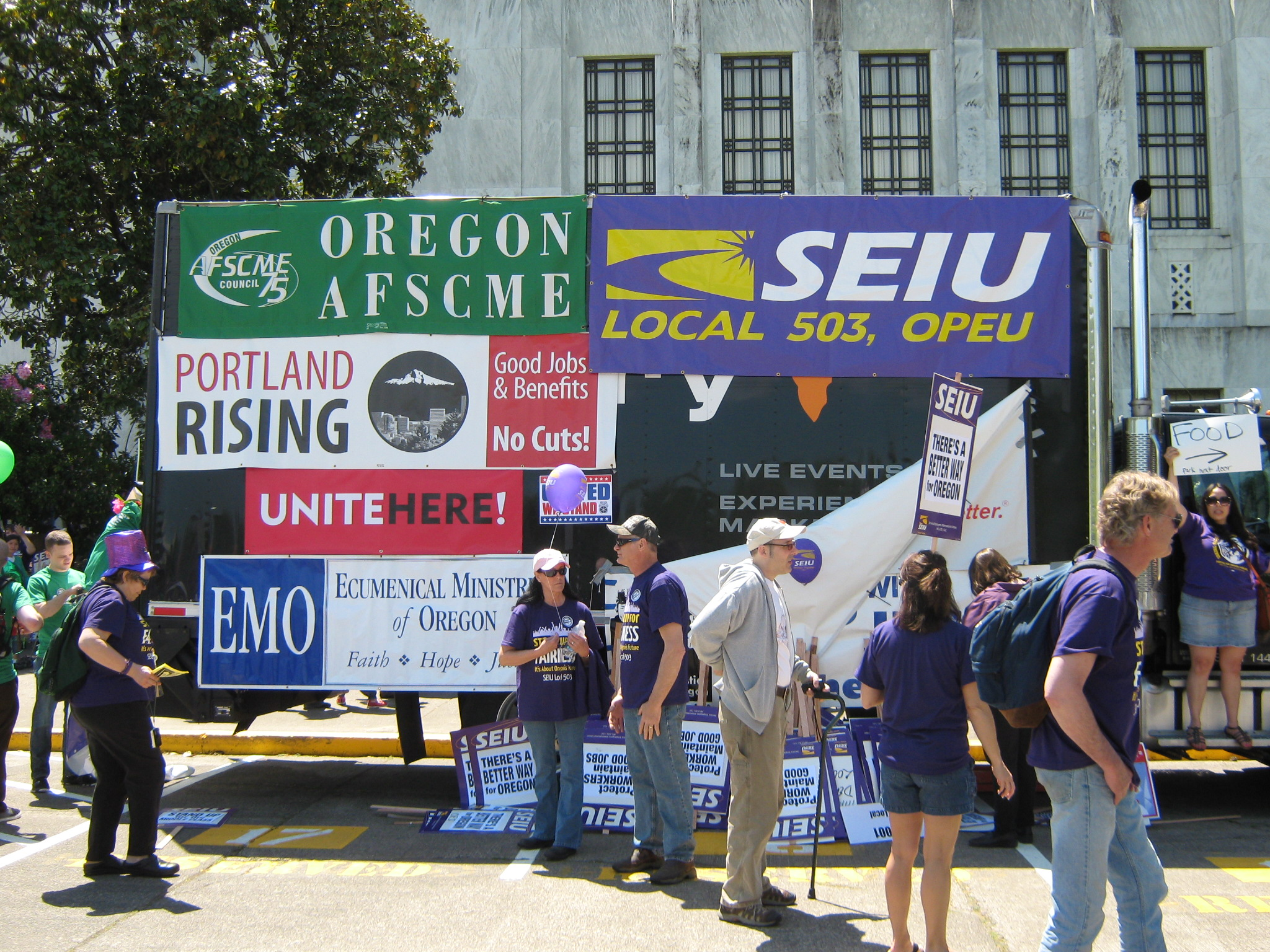
工会在工厂展示条幅

工會在礦山和工廠懸掛條幅，可以通過有針對性的意識形態，展現對未來的展望，顯示工會為大眾帶來更多的福祉。

## 運動場的條幅

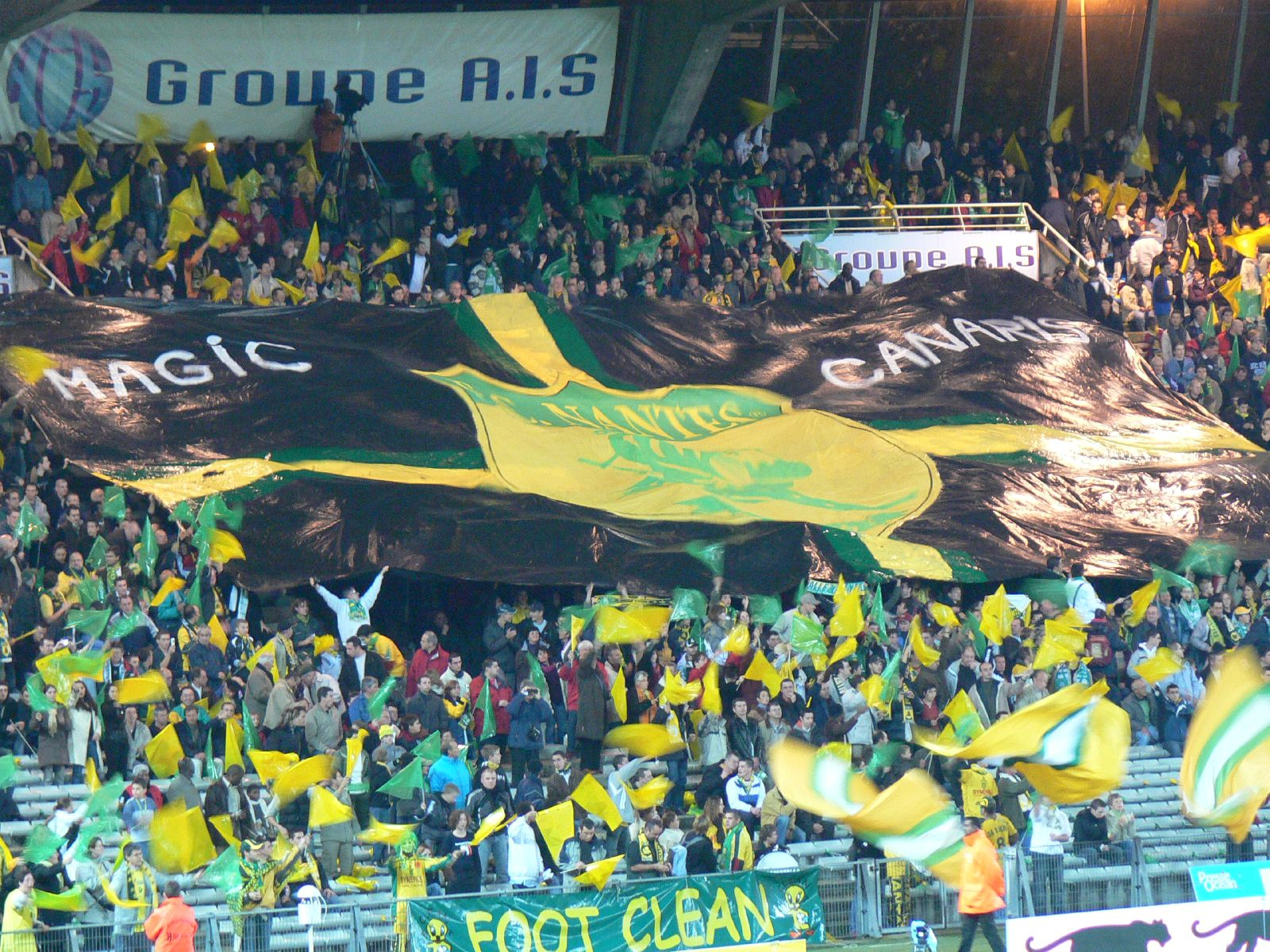
體育迷在看台上展示條幅

支持運動隊伍的橫幅通常包含徽標、名稱、座右銘和體育顏色，支持運動員的條幅可能含有人物的畫像。

## 廣告條幅
廣告條幅是用在戶外廣告用途的印刷品，通常懸掛在街頭或道路邊的看板。

## 大字報

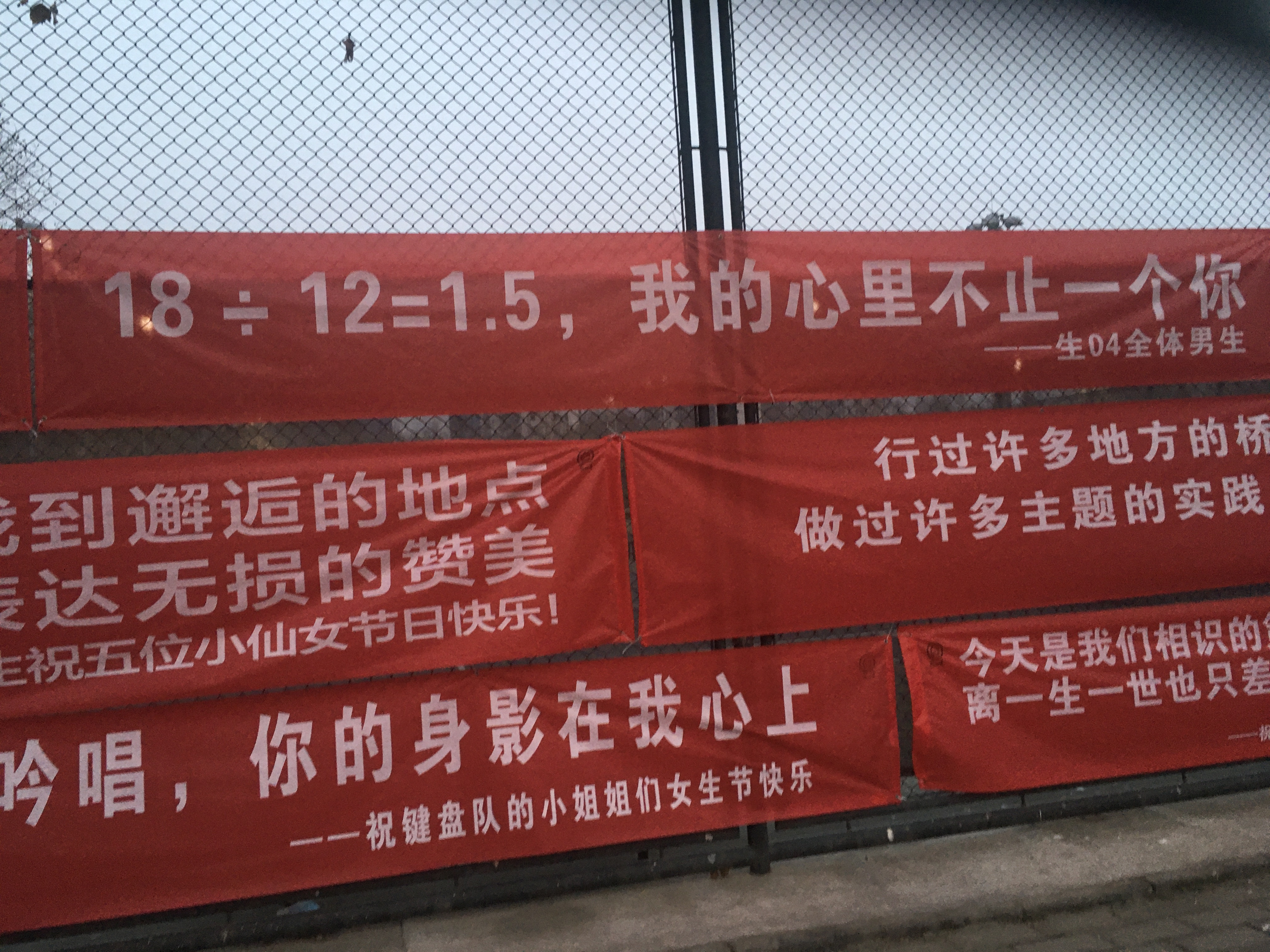
中國大學內的紅色條幅

大字報是在中國的街道、學校、工廠、政府機構等不同場合懸掛的紅色條幅，通常展示具有激勵性的標語。

## 直幡

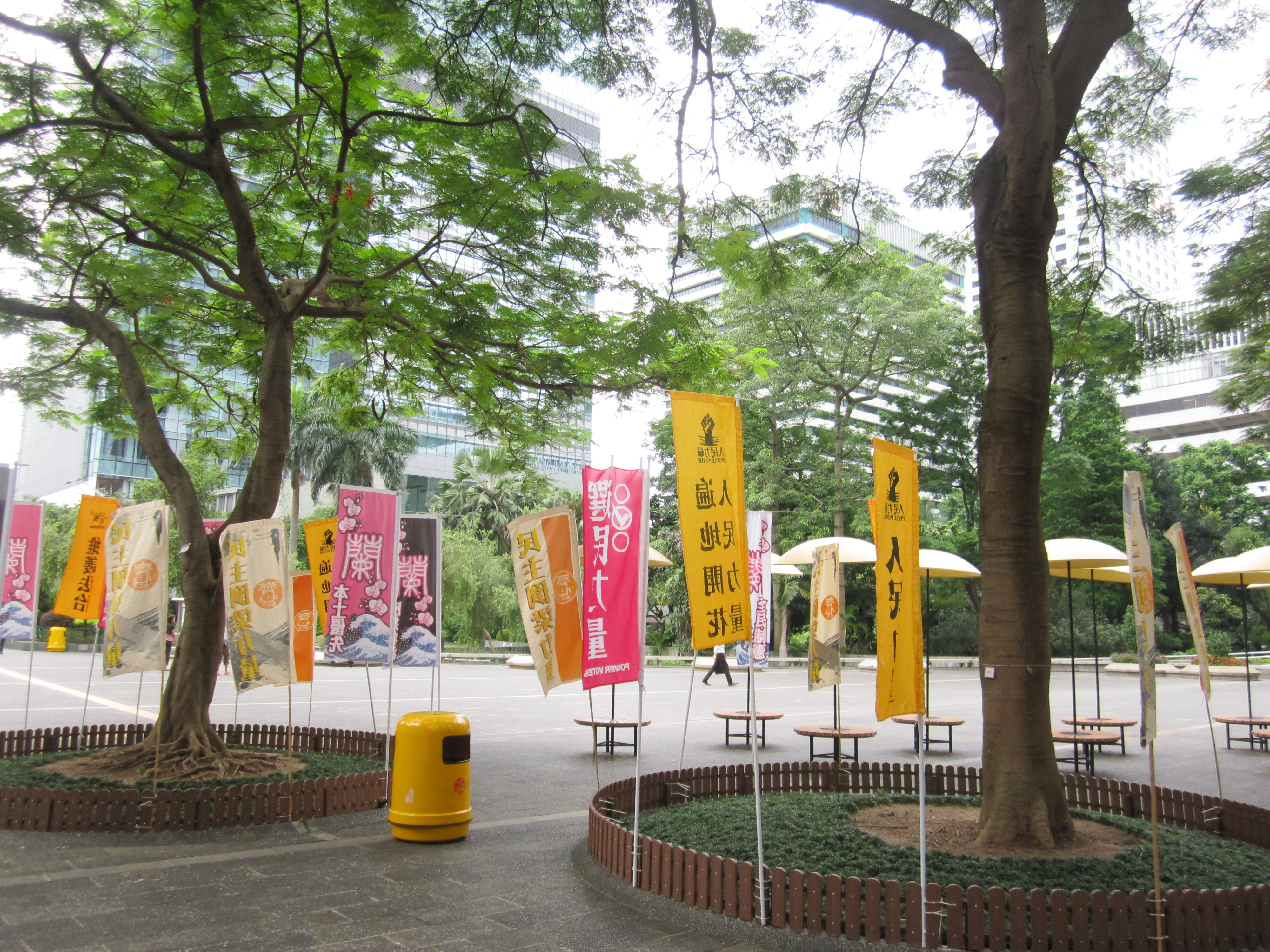
選舉活動的直幡

中文漢字傳統上是垂直書寫，從上往下閱讀，直幡有時會用作選舉、抗議、遊行的宣傳。

## 另見
- 幡

## 外部連結
- 维基共享资源上的相關多媒體資源：條幅